# Суринамский университет имени Антона де Кома
Суринамский университет имени Антона де Кома (нидерл. Anton de Kom Universiteit van Suriname) — единственный университет в Суринаме, расположенный в его столице городе Парамарибо. Получил своё наименование в честь Антона де Кома — борца против колониализма, в последние годы своей жизни проживавшего в ссылке в Нидерландах и впоследствии уничтоженного нацистами.
Система среднего и высшего специального образования возникла в Суринаме в XIX веке. Уже в 1882 году она была представлена медицинской (нидерл. Geneeskundige School) и правовой школами, организованных в конце 40-х годов века. Также на общественных началах функционировали 3 университетских курса: землемерие, стоматология и аптекарство.
В 1966 году, в ознаменование столетия со дня создания Суринамских штатов, организация приняла важное решение при содействии правительства образовать университет. Обнародование данного решения было произведено 1 ноября 1968 года в театре «Звезда», существующем и поныне. С того времени ежегодно 1 ноября в стране отмечается день основателей.
1 ноября 1968 года образовался юридический факультет, 26 сентября 1969 года — медицинский, 1 ноября 1975 года — социально-экономический, 1 декабря 1976 года — естественно-технический, 1 декабря 1977 года — технический.
В настоящее время в университете существуют следующее факультеты:
- медицинский
  - кафедра медицины и физиотерапии;
- общественных наук
  - кафедры: юриспруденции, экономики (основные предметы: общая экономическая теория и экономический анализ), организации образовательной деятельности и изучения преобразований в обществе, государственного управления, социологии, менеджмента, психологии;
- технический
  - кафедры: сельскохозяйственного производства (основные предметы: почвоведение, лесоводство, сельское хозяйство и животноводство), добычи полезных ископаемых (основные предметы: геология и горное дело), электромашиностроения (основные предметы: энергетика и информатика), инфраструктуры (основные предметы: строительство, гражданское строительство, геоинформатика, землеустройство, рациональное водоиспользование), энвироники (основные предметы: управление водными ресурсами, регулирование использования ресурсов окружающей среды и природных благ), машиностроения (основные предметы: производственная технология, теоретическая механика и производственное оборудование, технологический процесс и энергетика);
- гуманитарных наук
  - кафедры: нидерландского языка и истории;
- математических и физических наук
  - кафедры: химии и математики;

Высший орган управления, полностью несущий ответственность за деятельность организации, — университетский совет, председателем которого в настоящее время является Джек Менке.
В составе университета существуют 5 научно-исследовательских институтов, проводящих исследования в конкретных областях и оказывающих услуги обществу, в том числе:
- Суринамский центр исследований в области сельского хозяйства[англ.], цель деятельность которого состоит в обеспечении научного образования в сфере сельского хозяйства и проведении исследований на базе технического факультета;
- Институт прикладных технологий, цель деятельности которого состоит в проведении исследований в области технологий;
- Институт исследований в области биомедицины, руководителем которого является профессор доктор Пауль Флю. Цель его деятельности состоит в распространении научного образования и проведении исследований на базе медицинского факультета;
- Институт планирования развития и менеджмента, цель деятельности которого состоит в поддержке политики развития правительства Суринама;
- Институт социологических исследований, занимающийся проведением исследований в области социума и оказывающий услуги населению;

Также в университете действует библиотека имени Антона де Кома.
Иностранные студенты, желающие соответствовать установленным минимальным требованиям, обязаны владеть нидерландским языком с целью прохождения курса обучения. Они имеют право подать прошение о зачислении университетскому совету, который в свою очередь переадресует его министерству образования.